# Stevie Lynn Jones
Stevie Lynn Jones (* 22. Oktober 1995 in Los Angeles, Kalifornien) ist eine US-amerikanische Schauspielerin.

## Werdegang
Stevie Lynn Jones stammt aus Los Angeles und ist seit 2012 als Schauspielerin aktiv. Ihre erste Rolle übernahm sie als Kayla im Piloten zur Miniserie The Gamblers: The Ledge. Des Weiteren übernahm sie eine Nebenrolle in dem Film Battle Force – Todeskommando Aufklärung.
Neben einigen Auftritten in Kurzfilmen, übernahm sie 2014 in der Serie Crisis eine Hauptrolle als Beth Ann Gibson. Diese wurde allerdings bereits nach einer Staffel wieder abgesetzt. Seitdem folgten in erster Linie Gastauftritte, etwa in Unforgettable, Bones – Die Knochenjägerin, Scream oder Criminal Minds.

## Filmografie (Auswahl)
- 2012: The Gamblers: The Ledge (Fernsehserie, eine Episode)
- 2012: Rogue (Fernsehfilm)
- 2012: Battle Force – Todeskommando Aufklärung (Battle Force)
- 2012–2013: Runaways (Fernsehserie, 2 Episoden)
- 2014: A Teenage Drama (Kurzfilm)
- 2014: Young Americans (Kurzfilm)
- 2014: Crisis (Fernsehserie, 13 Episoden)
- 2014: Unforgettable (Fernsehserie, Episode 3x09)
- 2014: Law & Order: Special Victims Unit (Fernsehserie, Episode 16x03)
- 2015: Bones – Die Knochenjägerin (Bones, Fernsehserie, Episode 11x06)
- 2016: Scream (Fernsehserie, Episode 2x13)
- 2017: Criminal Minds (Fernsehserie, Episode 12x10)
- 2017: The Tribes of Palos Verdes
- 2018: I Feel Bad (Fernsehserie, Episode 1x11)
- 2019: Shameless (Fernsehserie, 2 Episoden)
- 2019: Leicht wie eine Feder (Light as a Feather, Fernsehserie, 2 Episoden)
- 2019: Gaslit
- 2019–2020: Nancy Drew (Fernsehserie, 5 Episoden)
- 2020: Evil Takes Root
- 2021: CSI: Vegas (Fernsehserie, Episode 1x02)
- 2021: Shameless Hall of Shame (Fernsehserie, Episode 1x03)
- 2022: Animal Kingdom (Fernsehserie, 9 Episoden)
- 2023: Hey Alexa (Kurzfilm)
- 2023: 9-1-1: Lone Star (Fernsehserie, 2 Episoden)
- 2024: Chopper
- 2025: Navy CIS (NCIS, Fernsehserie, Episode 22x15)
- 2025: The Rookie (Fernsehserie, Episode 7x18)
- 2025: Killfeed (Kurzfilm)